# Boris Pahor
Boris Pahor (født 26. august 1913, død 30. maj 2022) var en slovensk digter og romanforfatter, der var født og bosiddende i Italien.